# Too $hort
Too $hort, de son vrai nom Todd Anthony Shaw  (né le 28 avril 1966 à Los Angeles, en Californie), est un rappeur et producteur américain. Too $hort est crédité comme l'un des pionniers du rap West Coast,,. Il collabore avec de nombreux rappeurs et chanteurs : Jay-Z, Lil' Kim, will.i.am, Ice Cube, Dr. Dre, Snoop Dogg, Jagged Edge, Petey Pablo, DPG, N.O.R.E., Eazy-E, The Notorious B.I.G., Tupac Shakur, Diddy, George Clinton, Xzibit, Wiz Khalifa, E-40, Keith Sweat, Kid Cudi ou encore K-Ci & Jojo.
Ses thèmes musicaux préférés sont les proxénètes (il se fait passer pour un vrai « pimp »), les prostituées (il invente avec Freddy B. le mot, souvent repris par les rappeurs, « biatch ! »), le récit de ses aventures sexuelles et les « beefs » avec d'autres rappeurs (The Luniz, Kurupt). Ses textes sont très crus, souvent obscènes envers les filles faciles et les prostituées, ce qui ne l'empêche pas de recourir à un certain humour et second degré dans ses morceaux (notamment sur sa petite taille).

## Biographie
Shaw naît à South Central, Los Angeles, et a grandi là et puis à Oakland en Californie,. Il y fait l'apprentissage de la grande pauvreté, de la rue, de la drogue, des prostituées, de la violence policière, autant de thèmes qui resteront dans ses morceaux, y compris lorsqu'il quittera sa ville pour aller s'installer à Atlanta en 1996. Contrairement à d'autres rappeurs, Too $hort bénéficie d'une scolarité plus avancée. Il devient batteur dans un groupe local à son lycée de Fremont High School d'Oakland.
En 1985, Too Short et Freddie B. lancent le label Dangerous Music pour une distribution régionale de leur musique et forment, avec d'autres, le groupe The Dangerous Crew. Dangerous Music devient Short Records, puis Up All Nite Records. Too $hort publie son premier album, Born to Mack le 20 juillet 1987. Too $hort est le premier rappeur, avec Ice-T, à connaître la censure Parental Advisory Explicit Content. Deux de ses tubes de l'époque sont Blowjob Betty et She's a Bitch. En 1998, le magazine The Source classe l'album Born to Mack parmi les 100 meilleurs albums de rap. Directeur de la maison de production $hort Records (qui a lancé les Nation Riders et plus récemment le groupe The Pack dont le titre My Vans est un tube international), dont le slogan est « In platinum we trust », il a également dirigé une autre maison de production plus ancienne, Dangerous Music, qui a notamment lancé le rappeur Goldy, mais également Spice 1. Depuis 2005, il est à la tête d'une nouvelle équipe (des rappeurs de la Baie de San Francisco et d'Atlanta) et d'un nouveau sous-genre de rap, le hyphy. Sa musique, contrairement à nombre de rappeurs, fait souvent place aux vrais musiciens : guitare, basse, synthétiseur, batterie. Ses rythmes s'inspirent entre autres du blues et du funk.
Début 2006, il publie la mixtape PIMP Inc qui regroupe des nouveaux sons et des guests tels que The Game, 50 Cent ou encore Pimp C. L'album Blow the Whistle (2006), dont le single éponyme a bien marché aux États-Unis mais également au Canada et en Angleterre, reste dans le même style de thèmes abordés. Les invités sont en outre Snoop Dogg, will.i.am des Black Eyed Peas, Pimp C, David Banner, Jazze Pha (qui produit presque tout l'album), E-40, Kurupt et Daz. La même année, il collabore avec Kelis sur le titre Bossy. En 2009, Too $hort enregistre pour Daz Dillinger, Lil Jon, Soopafly, Scarface et B-Legit.
En 2011, le rappeur participe à la chanson On My Level de Wiz Khalifa. Il collabore aussi à l'album Doggumentary de Snoop Dogg à sa chanson Take U Home. En 2012, Too $hort publie deux albums collaboratifs avec E-40 intitulés History: Mob Music et History: Function Music. Les deux albums atteignent le Billboard 200. Too $hort enregistre un des meilleurs couplets qu'il ait jamais enregistré sur la chanson Man's Best Friend (Pussy) de Dr. Dre. En 2013, il annonce une future collaboration avec Lady Gaga sur une chanson intitulée Jewels n' Drugs.

## Discographie

### Albums studio
- 1987 : Born to Mack
- 1989 : Life Is...Too $hort
- 1990 : Short Dog's in the House
- 1992 : Shorty the Pimp
- 1993 : Get in Where You Fit In
- 1995 : Cocktails
- 1996 : Gettin' It (Album Number Ten)
- 1999 : Can't Stay Away
- 2000 : You Nasty
- 2001 : Chase the Cat
- 2002 : What's My Favorite Word?
- 2003 : Married to the Game
- 2006 : Blow the Whistle
- 2007 : Get off the Stage
- 2010 : Still Blowin'
- 2012 : No Trespassing
- 2022 : Snoop Cube 40 $hort (avec Mount Westmore)

### EP
- 1983 : Don't Stop Rappin'
- 1985 : Players
- 1986 : Raw, Uncut and X-Rated
- 2010 : Respect the Pimpin'
- 2014 : 19,999: The EP

### Compilations
- 1993 : Greatest Hits, Vol. 1: The Player Years, 1983–1988
- 2006 : Mack of the Century... Too Short's Greatest Hits

### Collaborations
Too $hort est apparu, en tant que rappeur, dans environ 100 albums et projets dont voici les plus importants par ordre alphabétique :
- Ant Banks : 2 Kill A G (feat. Too $hort & Spice 1)
- Ant Banks : 4 Tha Hustlas (feat. Too $hort, 2Pac & MC Breed)
- Ant Banks : Big Thangs (feat. Too $hort & Ice Cube)
- Ant Banks : Clownin' With The Crew (feat. Too $hort & The Dangerous Crew)
- Ant Banks : Fuckin' Wit Banks (feat. Too $hort & Goldy)
- Ant Banks : The Loot (feat. Too $hort)
- Ant Banks : Only Out to Fuck (feat. Too $hort, Goldy & Pooh:Man)
- Ant Banks : Pervin' (feat. Too $hort & E-40)
- Ant Banks : Players Holiday (feat. Too $hort, Mac Mall & Rappin' 4:Tay)
- Al Gator : Get Wit It (Hustle Hard) (feat. Too $hort)
- Badwayz : Make Money Money (feat. Too $hort & Young Bleed)
- B-Legit : So International (feat. Too $hort)
- Bun B : Who Need a Bitch (feat. Too $hort & Juvenile)
- C-Bo : Pimpin and Jackin (feat. Too $hort)
- D4L : Make It Rain (feat. Too $hort & Kool Ace & Sweetz)
- Dave Hollister : Came in the Door Pimpin (feat. Too $hort)
- David Banner : Take Your Bitch (feat. Too $hort)
- Daz Dillinger : Bitch Bitch Bitch Make Me Rich (feat. Too $hort)
- Daz Dillinger : It Might Sound Crazy (feat. Too $hort)
- Daz Dillinger : It Might Sound Crazy (remix) (feat. Too $hort)
- D-Nice : Check Yourself (feat. Too $hort)
- D-Shot : True Worldwide Playaz (feat. Too $hort & Spice 1)
- E-40 : Doin' The Fool (feat. Too $hort, Pimp C & Pastor Troy)
- E-40 : Earl That's Yo Life (feat. Too $hort)
- E-40 : From The Ground Up (feat. Too $hort & Jodeci)
- E-40 : Rappers' Ball (feat. Too $hort & K:Ci)
- E-40 : Yee (feat. Too $hort & Budda)
- E-A-Ski : Check the Resume (feat. Too $hort)
- Eightball : Can't Stop (feat. Too $hort & MJG)
- Erick Sermon : Fat Gold Chain (feat. Too $hort)
- Foxy Brown : Baller Bitch (feat. Too $hort & Pretty Boy)
- G-Eazy : Show You The World (feat. Too $hort)
- Goldy : The Game Is Sold, Not Told (feat. Too $hort)
- Ice-T : Don't Hate The Playa (feat. Too $hort)
- Jahari : A Playa Know (feat. Too $hort)
- Jay-Z : A Week Ago (feat. Too $hort)
- Jay-Z : Real Niggaz (feat. Too $hort)
- J-Dubb : Life (feat. Too $hort)
- Jermaine Dupri : Jazzy Hoes (feat. Too $hort, Eightball, YoungBloodZ & Mr. Black)
- Jim Crow : Holla at a Playa (remix) (feat. Too $hort)
- Jim Crow : That Drama (Baby's Momma) (feat. Too $hort & Jazze Pha)
- JT Money : Somethin' Bout Pimpin (feat. Too $hort)
- Keith Murray : Ride Wit Us (feat. Too $hort, Redman & Erick Sermon)
- Keith Sweat : Love Jones (feat. Too $hort, Erick Sermon & Playa)
- Kelis : Bossy (feat. Too $hort)
- Kid Cudi : Girls (feat. Too $hort)
- King Lil G : Fuck With You (feat. Too $hort)
- Kock D Zel : Pimp Bones (feat. Too $hort)
- Lady Gaga : Jewels & Drugs (feat. T.I., Too $hort & Twista)
- The Notorious B.I.G. : Big Booty Hoes (feat. Too $hort)
- The Notorious B.I.G. : The World is Filled (feat. Too $hort, Puff Daddy, & Carl Thomas)
- Scarface : Game Over (feat. Too $hort, Ice Cube, & Dr. Dre)
- Scarface : Fuck Faces (feat. Too $hort, Tela & Devin The Dude)
- Shawnna : Gettin' Some (Remix) (feat. Too $hort, Lil Wayne, Pharrell Williams & Ludacris)
- Tupac : Thug Passion Part. 2 : Unreleased : (feat. Too $hort)
- T-Pain : I'm N Luv (Wit A Stripper) (Remix) (feat. Too $hort, Twista, Pimp C, Paul Wall, & MJG)
- Twista : Pimp On (feat. Too $hort and Eightball)
- UGK : Pimpin Ain't No Illusion (feat. Too $hort)
- Wiz Khalifa : On My Level (feat. Too $hort)
- Ice Cube : Aint got no haters